# Kestla
Koordinaten: 59° 25′ N, 26° 54′ O
Kestla ist ein Dorf (estnisch küla) in der Landgemeinde Aseri (Aseri vald). Es liegt im Kreis Ida-Viru (Ost-Wierland) im Nordosten Estlands.
Das Dorf hat 31 Einwohner (Stand 2011).